# Alan Kirk
Alan Goodrich Kirk (nascut el 30 d'octubre de 1888 a Filadèlfia, Pennsilvània; mort el 15 d'octubre de 1963 a Washington, D.C.) va ser un almirall de la Marina dels Estats Units i un diplomàtic estatunidenc.
Es graduà a l'Acadèmia Naval dels Estats Units el 1909 i serví a la Marina durant la I Guerra Mundial i la II Guerra Mundial. Durant la I Guerra Mundial ocupà un destí de rereguarda a Virgínia. Després de la guerra serví com a Ajudant Naval del President (1920-21). Es graduà a l'Acadèmia de Guerra Naval el 1929 i fins al 1931 s'hi va estar com a instructor. Serví com a Agregat Naval a Londres (1939-1941) i tornà als Estats Units per ser director de l'Oficina d'Intel·ligència Naval (ONI) a partir de març de 1941, però davant les obstruccions i l'oposició del contraalmirall Richmond Turner, comandant dels Plans de Guerra de la Marina, va ser incapaç de transformar l'oficina en un centre efectiu, seguint les línies mestres del Centre Operatiu d'Intel·ligència de la Royal Navy britànica, que havia conegut durant la seva estada a Londres. Davant d'això, demanà un trasllat a un esquadró de destructors d'escorta a l'Atlàntic (octubre de 1941 – març de 1942).
Promogut a contraalmirall, tornà a Londres al març de 1942 per tornar a exercir d'agregat naval, servint també com a cap de l'Estat Major de l'almirall Stark, comandant de les Forces Navals dels Estats Units a Europa. Al febrer de 1942, Kirk va servir com a comandant amfibi a la Mediterrània entre 1942 i 1943, participant en la planificació de l'Operació Torxa, la Invasió aliada de Sicília i la Invasió aliada d'Itàlia. Les seva experiència diplomàtica i el seu coneixement de la guerra amfíbia el convertiren en l'elecció natural per ser el comandant suprem naval nord-americà durant l'Operació Overlord, tornant al Regne Unit a mitjans de novembre de 1943. En aquesta posició, Kirk era responsable del transport de les tropes nord-americanes pel Canal de la Mànega, proveint-los de suport artiller naval i defensant les zones de desembarcament de l'amenaça naval alemanya. Kirk temia l'artilleria costanera alemanya, especialment els canons de la Pointe du Hoc, i decidí que els homes embarquessin a les llanxes a 11 milles de la platja, la qual cosa ocasionà que arribessin marejats i dispersos. Durant els desembarcaments de Normandia del 6 de juny de 1944, Kirk s'estigué a bord del creuer pesant USS Augusta, i el Primer Exèrcit Americà va tornar-se tan dependent del foc de les seves naus que Kirk va haver d'advertir al General Bradley que molts dels seus vaixells haurien de marxar ben aviat per donar suport a la invasió del sud de França. Durant la Campanya de Normandia Kirk també era el responsable del desembarcament dels subministraments via els ports artificials.
A l'octubre de 1944, Kirk va ser nomenat Comandant de les Forces Navals Nord-americanes a França entre 1944 i 1945, supervisant les tropes navals que participaren en les travesses dels rius, inclosa la travessa del Rin al març de 1945.
Promogut a Vice-almirall al maig de 1945, serví al Comitè General de la Marina, i al març de 1946 es retirà de la Marina com a Almirall.
Posteriorment serví com a Ambaixador dels Estats Units a Bèlgica i Luxemburg (1946-49), la Unió Soviètica (1949-51), Taiwan (1962-63).
A més, serví com a vicepresident d'Amcomlib al febrer de 1952. Com a antic ambaixador a la Unió Soviètica, supervisà el reclutament d'emigrants a Nova York i a Múnic, en un grup que posteriorment formaria el nucli de Radio Liberty, però ho hagué de deixar un any després per motius de salut. També el 1952, serví un breu temps com a Director del Comitè d'Estratègia Psicològica, que planejava i coordinava amb el govern operacions psicològiques.
Cap oficial naval estatunidenc servint a l'Atlàntic va aconseguir el renom que assoliren els seus parells al Pacífic. Kirk complí el seu deure amb un gran nivell d'eficiència. Eisenhower respectà molt la seva habilitat professional.